# نشان تو چیست؟
نشان تو چیست؟ (به ایتالیایی: Di che segno sei?) یک فیلم کمدی ایتالیایی به کارگردانی سرجو کوربوچی است که در سال ۱۹۷۵ منتشر شد.

## گزیدهٔ بازیگران
- آلبرتو سوردی
- ماری‌آنجلا ملاتو
- آدریانو چلنتانو
- پائولو ویلاجیو
- رناتو پوتستو
- ماسیمو بولدی
- جووانا رالی
- لوچانو سالچه
- جولیانا کالاندرا
- لی‌لی کاراتی
- کارمن روسو
- ماریا تدسکی
- سوفیا دیونیزیو
- مارچلا دی فولکو